# Al-Ahli Amman
Al-Ahli Sports Club of Amman (ar. النادي الأهلي الرياضي الأردني) – jordański klub piłkarski grający w pierwszej lidze jordańskiej, mający siedzibę w mieście Amman.

## Historia
Klub został założony w 1944 roku. W swojej historii klub ośmiokrotnie zostawał mistrzem Jordanii w sezonach 1947, 1949, 1950, 1951, 1954, 1975, 1978 i 1979. Zdobył również Puchar Jordanii w 2016 i Superpuchar Jordanii w tym samym roku.

## Sukcesy
- I liga:

mistrzostwo (8): 1947, 1949, 1950, 1951, 1954, 1975, 1978, 1979
- Puchar Jordanii:

zwycięstwo (1): 2016
- Superpuchar Jordanii:

zwycięstwo (1): 2016

## Stadion
Domowe mecze klub rozgrywa na stadionie o nazwie Stadion Międzynarodowy w Ammanie, położonym w mieście Amman. Stadion może pomieścić 17619 widzów.